# ダビット・クライナー
ダビット・クライナー（David Kreiner、1981年3月8日 - ）は、オーストリア、チロル州キッツビュール出身のノルディック複合選手。

## プロフィール
1997年のノルディックスキージュニア世界選手権団体戦で銅メダルを獲得。次のシーズン、1997年12月13日にノルディック複合・ワールドカップにデビューし11位となり、1998年ジュニア世界選手権個人グンダーセンで銅メダルを獲得した。
自国開催の1999年ノルディックスキー世界選手権代表に抜擢されたが団体7位、個人スプリント36位。2000年ジュニア世界選手権では銅メダルを2個獲得した。
2000-2001シーズンはワールドカップで10位以内を維持し、ジュニア世界選手権ではスプリントで金メダル、グンダーセンで銅メダルを獲得した。2001年ノルディックスキー世界選手権ではグンダーセン9位、スプリント10位、団体戦では銀メダル獲得に貢献した。ワールドカップ総合では12位となった。
2001年8月、趣味の登山を行っている最中に崖から転落し、脊椎などを骨折する重傷を負ったが治療は成功し、2002年1月にワールドカップへ復帰することができた
2005年ノルディックスキー世界選手権団体戦では銅メダルを獲得、2010年バンクーバーオリンピックでは個人ノーマルヒル14位、個人ラージヒル17位に終わったが団体戦ではベルンハルト・グルーバー、マリオ・シュテヒャー、フェリックス・ゴットヴァルトとともに金メダルを獲得した。
2009-2010シーズン終了時点でワールドカップでは2位が最高位（1回、3位2回）、総合では2007-2008シーズンの10位が最高位。　